# Zé Pereira dos Lacaios
Zé Pereira dos Lacaios é uma agremiação carnavalesca da cidade de Ouro Preto, Brasil. Fundado em 1867, é um dos bloco de carnaval mais antigo do país ainda em atividade.

## História
O sapateiro português José Nogueira Paredes abriu o primeiro dia de Carnaval na Cidade do Rio de Janeiro em 1846, desfilando o Zé Pereira pelas ruas do centro. Seu bloco atraiu uma turma de foliões e músicos, responsáveis pela abertura da festa.
José mudou-se para a cidade de Ouro Preto em 1867, para trabalhar no Palácio do Governo (a cidade era então capital de Minas Gerais). Foi então que surgiu o Bloco Zé Pereira Clube dos Lacaios, organizado por funcionários do Palácio. 

## O bloco
O uso de fraques, cartolas e lanternas, é uma marca do bloco.
Outro destaque do bloco são os bonecos gigantes. Os três primeiros criados foram os personagens Catitão, Baiana e Benedito. Depois foram criados outros bonecos, que representam personagens ouro-pretanos como Tiradentes, Jair Boêmio, Efigênia Carabina e Sinhá Olímpia.